# Pinkus Kartin
Pinkus Kartin (Lutsk, 24 de agosto de 1914 - Varsovia, 20 de mayo de 1942) fue un activista comunista judeo-polaco y luchador de la resistencia antinazi, cofundador del Partido Obrero Polaco.

## Biografía
Kartin se graduó del instituto en 1933 y se trasladó a Varsovia, donde trabajó como albañil y ganó dinero extra dando clases particulares. De joven se unió a la Liga de Jóvenes Comunistas de Polonia y posteriormente al Partido Comunista de Polonia (KPP). Entre 1936 y 1937, viajó a París para estudiar química en la Sorbona.  
En enero de 1938, Kartin participó en la guerra civil española en las filas de la XIII Brigada Internacional del bando republicano bajo el pseudónimo de Andrzej Szmidt. Tras resultar herido cerca de Lérida, regresó a París en abril de 1939, donde editó Dziennik Ludowy, un periódico comunista en polaco prohibido por las autoridades francesas. En Francia se convirtió en miembro del Grupo de París de tres personas, que, en nombre de la Internacional Comunista, se ocupó de la disolución de las estructuras del KPP en Polonia. Luego trabajó en París como uno de los colaboradores cercanos de Bolesław Mołojec.
Tras el estallido de la Segunda Guerra Mundial, el 6 de septiembre de 1939, se presentó voluntario al ejército en el consulado polaco, pero finalmente se unió al ejército francés. Kartin obtuvo la ciudadanía soviética cuando su ciudad natal, Lutsk, fue anexionada por la Unión Soviética en 1940. En 1941, viajó a la Unión Soviética y recibió entrenamiento militar en Pushkino. A finales de 1941, Kartin fue lanzado en paracaídas sobre la zona de Varsovia, con la misión de construir un partido comunista clandestino y una fuerza de resistencia armada para combatir a los ocupantes alemanes. Kartin fue encargado de organizar el partido comunista clandestino y las unidades de combate dentro del gueto de Varsovia. En febrero de 1942, Kartin y Józef Lewartowski se reunieron con Mordechai Anielewicz y otros líderes de la Organización de Combate Judía. Como resultado, se formó el Bloque Antifascista en marzo de 1942. Kartin también fue miembro fundador del Partido Obrero Polaco en 1942 y entrenó a partisanos para la Gwardia Ludowa. En mayo de 1942, Kartin fue arrestado por la Gestapo y llevado a la prisión de Pawiak en Varsovia, donde fue interrogado y posteriormente asesinado. Posteriormente se supo que un agente de la Gestapo infiltrado entre los comunistas polacos fue responsable de su arresto.

## Premios
- Orden de la Cruz de Grunwald (1945).